# 園沙那絵
園 沙那絵（その さなえ）は、日本の漫画家。
2009年から2019年までの10年間を中国の上海で暮らし、現在は東京に在住。

## 作品リスト

### 漫画作品
- 武則天（『グランドジャンプむちゃ』 2021年7月号）
- レッドムーダン（『グランドジャンプむちゃ』 2021年11月号[1] - 2022年5月号→『グランドジャンプ』 2022年16号[2] - 連載中）

### 書籍
- 『レッドムーダン』、集英社〈ヤングジャンプコミックス〉2022年 - 刊行中、既刊9巻（2025年5月19日現在）

### その他
- 『そんなに仲良くない小学生4人は謎の島を脱出できるのか!?』小学館〈小学館ジュニア文庫〉、2021年7月16日発売[3]、ISBN 978-4-09-231379-8、そのさなえ名義、著・絵を担当